# Noyes Island
Noyes Island fa parte dell'arcipelago Alessandro, nell'Alaska sud-orientale (Stati Uniti d'America). Amministrativamente appartiene alla Census Area di Prince of Wales-Hyder dell'Unorganized Borough. L'isola si trova all'interno della Tongass National Forest.

## Geografia
Noyes si trova a ovest dell'isola Principe di Galles. A nord l'Arriaga Passage la divide dalle isole Maurelle; a est il St. Nicholas Channel la separa dall'isola di Lulu (Lulu Island); a sud-est si trova Baker Island, mentre a ovest e sud-ovest Noyes si affaccia sull'oceano Pacifico. La superficie totale dell'isola è di 96,8 km², la sua altezza massima è di 777 m.
Il centro abitato più vicino è Craig sull'isola Principe di Galles; tra l'isola Noyes e Craig ci sono le isole Lulu e San Fernando.

### Masse d'acqua
Intorno all'isola sono presenti le seguenti masse d'acqua (da nord in senso orario):
- Canale di Arriaga (Arriaga Passage)[5] 55°34′03″N 133°39′55″W - Il canale, lungo 8 chilometri, divide l'isola Noyes dall'isola Saint Joseph (Saint Joseph Island).
- Baia di Ulitka (Ulitka Bay)[6] 55°33′22″N 133°43′10″W - La baia si trova a nord-ovest dell'isola e sbocca nel canale di Arriaga (Arriaga Passage).
- Baia di Steamboat (Steamboat Bay )[7] 55°33′22″N 133°43′10″W - La baia si trova a nord-est dell'isola e sbocca nel canale di Arriaga (Arriaga Passage) tra il promontorio Steamboat (Steamboat Point) e il promontorio Incarnation (Incarnation Point).
- Canale di Saint Nicholas (Saint Nicholas Channel)[8] 55°29′46″N 133°34′52″W - Il canale divide l'isola Noyes dall'isola di Lulu (Lulu Island).
- Baia di Kelly (Kelly Cove)[9] 55°27′40″N 133°38′18″W - La baia si trova a sud-est dell'isola e sbocca nel canale di Saint Nicholas (Saint Nicholas Channel) di fronte all'isola di Lulu (Lulu Island).
- Baia di Roller (Roller Bay)[10] 55°31′14″N 133°44′03″W - La baia si trova sul lato occidentale dell'isola.
- Baia di Lagoma (Lagoma Bay)[11] 55°31′41″N 133°43′28″W - La baia si trova sul lato occidentale dell'isola.

### Promontori
Sull'isola sono presenti alcuni promontori (da nord in senso orario):
- Capo Ulitka (Cape Ulitka)[12] 55°33′40″N 133°43′38″W - L'elevazione del promontorio, che si trova all'entrata ovest della baia di Ulitka (Ulitka Bay), è di 31 metri.
- Promontorio Steamboat (Steamboat Point)[13] 55°32′56″N 133°38′52″W - L'elevazione del promontorio, che si trova all'entrata ovest della baia di Steamboat (Steamboat Bay ), è di 67 metri.
- Promontorio Incarnation (Point Incarnation)[14] 55°33′11″N 133°37′12″W - Il promontorio si trova all'entrata est della baia di Steamboat (Steamboat Bay ).
- Promontorio San Francisco (Point San Francisco)[4] 55°30′18″N 133°35′11″W[15] - Il promontorio si trova di fronte all'isola di Lulu (Lulu Island).
- Promontorio Santa Theresa (Point Santa Theresa )[16] 55°27′08″N 133°38′35″W - Il promontorio ha una elevazione di 13 metri e si trova ad una distanza di 2,6 chilometri dall'isola di Lulu.
- Promontorio Saint Nicholas (Saint Nicholas Point)[17] 55°26′33″N 133°39′57″W - L'elevazione del promontorio è di 196 metri, ed è il punto più meridionale dell'isola insiema al Capo Addington (Cape Addington).
- Capo Addington (Cape Addington)[18] 55°26′19″N 133°49′18″W - Il promontorio è il punto più meridionale dell'isola insieme al promontorio Saint Nicholas (Saint Nicholas Point)

### Monti
Elenco dei monti presenti nell'isola:
| Nome del monte              | Quota (m s.l.m.) | Coordinate             |
| --------------------------- | ---------------- | ---------------------- |
| Picco di Noyes (Noyes Peak) | 623              | 55°31′54″N 133°39′25″W |

## Storia
Il primo europeo a avvistare l'isola fu Aleksej Il'ič Čirikov, nel 1741, a bordo della Svjatoj Pavel, durante la seconda spedizione in Kamčatka di Vitus Bering.
L'isola è stata così denominata da William Healy Dall della United States National Geodetic Survey nel 1879 in onore di William M. Noyes, anch'egli della USC & GS, che fu di stanza in Alaska dal 1873 al 1880.